# Mia Martini
Domenica Bertè, (Bagnara Calabra, Regio de Calabria, 20 de septiembre de 1947-Cardano al Campo, Varese, 12 de mayo de 1995), más conocida por su nombre artístico Mia Martini, fue una cantante italiana, hermana de la también cantante Loredana Bertè y una de las más reconocidas del pop italiano de los años ochenta y noventa. 
Es considerada una de las voces más bellas y expresivas de la música pop italiana, con un amplio rango vocal, gran flexibilidad en el pasaje entre los distintos registros y una voz capaz de combinar notas apasionadas con notas más dolorosas con gran facilidad, sofisticación y fuerte intensidad interpretativa.

## Carrera artística
Mia comenzó su carrera artística en 1963, cantando en bares y restaurantes, como cantante de jazz.
Participó —junto a su hermana Loredana, Renato Zero y varios cantantes— en la fundación de la Sociedad Italiana de Autores, Compositores e Intérpretes.
Debutó como cantante profesional en 1971, lanzando su primer disco, Oltre la collina (Más allá de la colina), uno de los discos más importantes de su carrera artística y del que vendió miles de copias. 
Su álbum debut y el sencillo «Padre davvero» se consideran entre las mejores obras italianas jamás realizadas. Éxitos como  «Piccolo uomo», «Donna sola», «Minuetto», «Il guerriero», «Inno», «Agapimú» (versionada en español por Ana Belén), «E stelle stan piovendo», «Al mondo», «Donna con te», «Che vuoi che sia se t'ho aspettato tanto», «Per amarti» y «La costruzione di un amore» la consagran entre los protagonistas de la música italiana en los años setenta, década en la que alcanzó gran popularidad tanto a nivel nacional como internacional. Es la única intérprete femenina que ganó dos Festivalbar consecutivamente, en 1972 (con Piccolo Uomo) y en 1973 (con Minuetto).
En 1977 tuvieron lugar dos encuentros muy importantes: el primero fue con Charles Aznavour, una amistad que culminó con un recital en el Olympia de París el 10 de enero de 1978; el segundo encuentro es con el cantautor genovés Ivano Fossati, con quien estableció una alianza artística y sentimental que culminará con el disco Danza en 1978.
Regresó a la escena en 1981, luego de dos intervenciones en las cuerdas vocales que cambiaron su timbre vocal y su extensión.

## Participación en festivales de la canción
En 1972 participó en el Festival de Venecia con la canción Donna sola (Mujer sola), y al año siguiente, con la canción Io, domani (Yo, mañana), junto a Marcella Bella.
En 1977 representó a Italia en el Festival de Eurovisión en Wembley con la canción Libera (Libre) finalizando en el puesto número trece. Ese mismo año participó en el Festival Yamaha Music en Tokio con el tema "Ritratto di Donna", consiguiendo el 2.º puesto. Volvería al Eurofestival en 1992, interpretando Rapsodia en Malmö y finalizando esta vez en cuarta posición. 
En 1982 se presentó al Festival de San Remo  con E non finisce mica il cielo donde recibió el Premio de la Crítica (que años después de su muerte, llevaría su nombre en memoria suya).
En 1989 ganó nuevamente en San Remo con la canción Almeno tu nell’universo (Al menos tú en el universo). Dicha canción la consagraría como una de las cantantes más importantes de la balada romántica en la Italia de los años ochenta. Fueron esos años de grandes colaboraciones salpicadas de temas como Gli uomini non cambiano, La nevicata del '56 e Cu'mme, de la mano de Roberto Murolo y Enzo Gragnaniello. 
En 1993 volvió a San Remo junto a su hermana Loredana Bertè, con la canción Stiamo come stiamo (Estamos como estamos).

## Muerte y legado musical
Después de una larga racha de éxitos, hacia principios de los años noventa cayó en una depresión muy profunda, que le ocasionó gran cantidad de problemas: uno de los que más afectaron a la cantante fue la disminución de contratos por parte de musicales, programas de televisión y radio, ya que se extendió el rumor de que ella era gafe, es decir, que atraía a la mala suerte. Debido a la enfermedad, se volvió adicta a los medicamentos. Murió de un infarto cardíaco producido por una sobredosis de drogas el 12 de mayo de 1995, a la edad de 47 años, ocasionando una enorme conmoción en el país. 
Aunque tiempo después de su muerte, la prensa italiana rumoreó que, probablemente, Martini se habría suicidado, jamás se supo la verdad. Este hecho también marcaría profundamente la carrera musical de su hermana Loredana Bertè. Hasta el día de hoy, numerosos artistas italianos destacan la influencia que Martini tuvo en ellos y es homenajeada a menudo en conciertos y programas de televisión. 
La crítica musical italiana, así como la europea, han afirmado en numerosas ocasiones que las piezas musicales de Martini son las más hermosas, cuidadas y sentimentales de toda la historia de la canción ligera italiana. Sin duda, la conjunción de su voz y de la temática y forma de sus obras, han hecho y hacen de esta artista uno de los grandes mitos de la música contemporánea en Europa. Cantantes posteriores como Elisa, Laura Pausini, Giorgia Todrani, Elodie o Tiziano Ferro han versionado algunas de sus canciones más icónicas y reconocen en ella a una influencia importante.
En 2019, se estrenó la película biográfica Io sono Mia, dirigida por Riccardo Donna, con Serena Rossi como protagonista.

## Discografía
- 1971: Oltre la collina (RCA PSL 10516).
- 1972: Nel mondo, una cosa (Ricordi SMRL 6101).
- 1973: Il giorno dopo (Ricordi SMRL 6114).
- 1974: È proprio come vivere (Ricordi SMRL 6126).
- 1975: Sensi e controsensi (Ricordi SMRL 6154).
- 1975: Un altro giorno con me (Ricordi SMRL 6174).
- 1976: Che vuoi che sia... se t’ ho aspettato tanto (Come il vento ZSCVE 55745).
- 1977: Per amarti (Come il vento ZPLC 34026).
- 1978: Danza (Wea Warner Bros R.T 56610).
- 1981: Mimì (DDD ZPLDR 34139).
- 1982: Quante volte... ho contato le stelle (DDD 25108).
- 1983: Miei compagni di viaggio (DDD 25613).
- 1989: Martini Mia (Fonit Cetra TLPX 219).
- 1990: La mia razza (Fonit Cetra TLPX 248).
- 1991: Mi basta solo che sia un amore (Fonit Cetra LPX 272).
- 1991: Mia Martini in concerto (Fonit Cetra LPX 294).
- 1992: Lácrime (Fonit Cetra TLPX 306).
- 1992: Rapsodia «Il meglio di Mia Martini» (FONIT CETRA LPX 329).
- 1994: La música che mi gira intorno (RTI MUSIC 1070 2 £35).

| Predecesor: "We'll live it all again" Al Bano & Romina Power | Italia en el Festival de Eurovisión 1977 | Sucesor: "Questo amore" Ricchi e poveri |
| Predecesor: "Comme è ddoce 'o mare" Peppino di Capri         | Italia en el Festival de Eurovisión 1992 | Sucesor: "Sole d'Europa" Enrico Ruggeri |